# Europacup II hockey vrouwen 2003
De 13de editie van de Europacup II voor vrouwen werd gehouden van 18 april tot en met 21 april 2003 in Rotterdam. Er deden acht teams mee, verdeeld over twee poules. Rotterdam won deze editie van de Europacup II.

## Poule-indeling

### Poule A
- Rotterdam
- Real Sociedad
- Club an der Alster
- SK Slavia Praha

### Poule B
- Slough HC
- Grange HC
- Sintez Dzerjinsk City
- Vilnius HFTC

## Poulewedstrijden

### Vrijdag 18 april 2003
- 13.00 B Slough HC - Vilnius HFTC 4-1
- 15.00 B Grange HC - Sintez Dzerjinsk 1-4
- 17.00 A Real Sociedad - Club an der Alster 1-1
- 19.00 A HC Rotterdam - SK Slavia Praha 6-0

### Zaterdag 19 april 2003
- 11.00 B Slough HC - Sintez Dzerjinsk 3-1
- 13.00 B Grange HC - Vilnius HFTC 4-1
- 15.00 A HC Rotterdam - Club an der Alster 2-2
- 17.00 A Real Sociedad - SK Slavia Praha 4-0

### Zondag 20 april 2003
- 10.00 B Sintez Dzerjinsk - Vilnius HFTC 10-0
- 12.00 B Slough HC - Grange HC 0-1
- 14.00 A HC Rotterdam - Real Sociedad 3-0
- 16.00 A Club an der Alster - SK Slavia Praha 4-1

## Uitslag poules

### Uitslag poule A
1. Rotterdam (7)
2. Club an der Alster (5)
3. Real Sociedad (4)
4. Slavia Praha (0)

### Uitslag poule B
1. Sintez Dzerjinsk City (6)
2. Slough (6)
3. Grange (6)
4. Vilnius HFTC (0)

## Finales

### Maandag 21 april 2003
- 4A - 3B Slavia - Grange (1-1) 3-4 aps
- 3A - 4B *Real Sociedad - Vilnius HFTC 7-0
- 2A - 2B Club an der Alster - Slough 1-2
- 1A - 1B Rotterdam - Sintez Dzerjinsk City 5-2

## Einduitslag
1.  Rotterdam 

2.  Sintez Dzerjinsk City 

3.  Slough HC 

4.  Club an der Alster 

5.  Grange HC 

5.  Real Sociedad 

7.  Slavia Praha 

7.  Vilnius HFTC 

Mannen:
1990 ·
Terrassa 1991 ·
Vught 1992 ·
Birmingham 1993 ·
Terrassa 1994 ·
Cagliari 1995 ·
Den Haag 1996 ·
Reading 1997 ·
's-Hertogenbosch 1998 ·
Amsterdam 1999 ·
Terrassa 2000 ·
's-Hertogenbosch 2001 ·
Eindhoven 2002 ·
Terrassa 2003 ·
Eindhoven 2004 ·
Lille 2005 ·
Reading 2006 ·
Madrid 2007 

Opgegaan in de Euro Hockey League
Vrouwen:
1991 ·
Vught 1992 ·
Birmingham 1993 ·
Cardiff 1994 ·
Groningen 1995 ·
Rotterdam 1996 ·
Utrecht 1997 ·
Leuven 1998 ·
Terrassa 1999 ·
Keulen 2000 ·
Rome 2001 ·
Ourense 2002 ·
Rotterdam 2003 ·
Laren 2004 ·
Keulen 2005 ·
Edinburgh 2006 ·
Madrid 2007 ·
Parijs 2008 ·
Manchester 2009

Opgegaan in de Europcacup I